# サトノプログレス
サトノプログレスは、日本の競走馬である。馬名は冠名の「サトノ」と英語で進歩を意味する「プログレス」 (Progress) が由来となっている。全兄に2007年の富士ステークスで2着となったマイケルバローズがいる。主戦騎手は横山典弘。

## 経歴

### 2歳（2007年）
育成牧場のチェスナットファームで調教を受け、5月にひだかトレーニングセールに上場されて、2000万円で落札された。そして9月頃に国枝栄厩舎へ入厩し、10月28日に東京競馬場で行われた新馬戦がデビュー戦となり、横山典弘が騎乗して1番人気に支持されたがフサイチアソートに敗れて3着だった。次の中1週での未勝利戦でも1番人気に支持されたが、マイネルチャールズに敗れて2着、さらに1ヵ月後に出走した未勝利戦もアサクサダンディに敗れて2着となるなど強豪馬を相手に善戦を続けたが勝利することはできなかった。

### 3歳（2008年）
この年初戦は前走から1ヵ月後の未勝利戦で、またも1番人気に支持されて今後は人気に応えてデビュー4戦目で初勝利を挙げた。続く若竹賞（500万下）はショウナンアルバに敗れて4着、放牧を挟んで出走した3月の3歳500万下競走を制してオープン馬となった。オープン初戦は初の重賞挑戦となるニュージーランドトロフィーとなり、6番人気だったが2着のエーシンフォワードに3/4馬身差をつけて重賞初挑戦で重賞初勝利を挙げ、NHKマイルカップへの優先出走権を獲得した。この勝利は、鞍上の横山典弘にとっては2週連続、国枝栄厩舎にとっては3週連続の重賞勝利となり、馬主にとっては重賞初勝利、生産者にとっては14年ぶりの重賞勝利となった。そして、5月11日のNHKマイルカップに出走したが、7着に終わった。秋初戦は古馬との初対戦京成杯オータムハンデキャップ。しかし12着と大敗した。ポートアイランドステークスでは5着、富士ステークスでは16着と大敗した。

### 4歳（2009年）
休養を終えて2009年6月21日の福島テレビオープンで復帰。レースでは道中先行集団につけていたが、最後の直線で失速して12着と大敗した。その後は長期のブランクから復帰することなく、2010年12月1日付けで通算成績１２戦３勝、総獲得賞金７６８７万６０００円の成果を残し競走馬登録を抹消した。

### 引退後
茨城県の松風馬事センターで乗馬となると報じられたが、現在は東京乗馬倶楽部に繋養されており、馬術競技の大会にも出場している。

## 競走成績
| 年月日 | 年月日 | 年月日 | 競馬場 | 競走名            | 格      | 頭 数 | 枠 番 | 馬 番 | オッズ （人気） | オッズ （人気） | 着順 | 騎手     | 斤 量 | 距離（馬場）  | タイム （上り3F） | タイム 差 | 勝ち馬/（2着馬）       |
| 2007   | 10.    | 28     | 東京   | 2歳新馬           |         | 11    | 7     | 9     | 2.3             | （1人）         | 3着  | 横山典弘 | 55    | 芝1600m（重） | 1:36.3 (34.4)     | 0.0       | フサイチアソート       |
|        | 11.    | 10     | 東京   | 2歳未勝利         |         | 8     | 7     | 7     | 2.1             | （1人）         | 2着  | 横山典弘 | 55    | 芝1800m（稍） | 1:50.0 (35.4)     | 0.3       | マイネルチャールズ     |
|        | 12.    | 9      | 中山   | 2歳未勝利         |         | 15    | 8     | 15    | 1.6             | （1人）         | 2着  | 武豊     | 55    | 芝1600m（良） | 1:35.6 (35.9)     | 0.2       | アサクサダンディ       |
| 2008   | 1.     | 5      | 中山   | 3歳未勝利         |         | 15    | 2     | 4     | 1.8             | （1人）         | 1着  | 横山典弘 | 56    | 芝1600m（良） | 1:35.8 (35.9)     | -0.4      | （ロードバロック）     |
|        | 1.     | 26     | 中山   | 若竹賞            | 500万下 | 14    | 7     | 12    | 9.4             | （3人）         | 4着  | 横山典弘 | 56    | 芝1800m（良） | 1:49.5 (36.9)     | 0.4       | ショウナンアルバ       |
|        | 3.     | 23     | 中山   | 3歳500万下        |         | 16    | 8     | 16    | 3.6             | （2人）         | 1着  | 横山典弘 | 56    | 芝1600m（良） | 1:35.7 (35.7)     | -0.1      | （カヴァリーノ）       |
|        | 4.     | 12     | 中山   | NZT               | JpnII   | 16    | 2     | 4     | 18.0            | （6人）         | 1着  | 横山典弘 | 56    | 芝1600m（良） | 1:35.0 (35.9)     | -0.1      | （エーシンフォワード） |
|        | 5.     | 11     | 東京   | NHKマイルC        | JpnI    | 18    | 1     | 1     | 11.6            | （6人）         | 7着  | 横山典弘 | 57    | 芝1600m（稍） | 1:35.6 (35.7)     | 1.4       | ディープスカイ         |
|        | 9.     | 14     | 中山   | 京成杯AH          | GIII    | 16    | 5     | 10    | 8.8             | （5人）         | 12着 | 横山典弘 | 54    | 芝1600m（良） | 1:33.6 (36.6)     | 1.5       | キストゥヘヴン         |
|        | 10.    | 5      | 阪神   | ポートアイランドS | OP      | 18    | 4     | 7     | 14.6            | （6人）         | 5着  | 田中勝春 | 55    | 芝1600m（稍） | 1:35.6 (34.7)     | 0.9       | マイネルレーニア       |
|        | 10.    | 25     | 東京   | 富士S             | GIII    | 18    | 3     | 6     | 52.4            | （12人）        | 16着 | 吉田隼人 | 56    | 芝1600m（良） | 1:34.0 (35.4)     | 1.3       | サイレントプライド     |
| 2009   | 6.     | 21     | 福島   | 福島テレビOP      | OP      | 15    | 8     | 15    | 19.6            | （8人）         | 12着 | 後藤浩輝 | 55    | 芝1800m（重） | 1:50.6 (38.1)     | 1.7       | トーホウレーサー       |

## 血統表
| サトノプログレスの血統ヘイロー系 / Nijinsky 4×3=18.75%、Northern Dancer 5×4×5=12.50% | サトノプログレスの血統ヘイロー系 / Nijinsky 4×3=18.75%、Northern Dancer 5×4×5=12.50% | サトノプログレスの血統ヘイロー系 / Nijinsky 4×3=18.75%、Northern Dancer 5×4×5=12.50% | （血統表の出典）     | （血統表の出典） |
| 父 *タイキシャトル 1994 栗毛                                                         | 父の父Devil's Bag 1981 鹿毛                                                          | Halo                                                                                 | Hail to Reason       | Hail to Reason   |
| 父 *タイキシャトル 1994 栗毛                                                         | 父の父Devil's Bag 1981 鹿毛                                                          | Halo                                                                                 | Cosmah               |                  |
| 父 *タイキシャトル 1994 栗毛                                                         | 父の父Devil's Bag 1981 鹿毛                                                          | Ballade                                                                              | Herbager             | Herbager         |
| 父 *タイキシャトル 1994 栗毛                                                         | 父の父Devil's Bag 1981 鹿毛                                                          | Ballade                                                                              | Miss Swapsco         |                  |
| 父 *タイキシャトル 1994 栗毛                                                         | 父の母*ウェルシュマフィン Welsh Muffin 1987 鹿毛                                     | Caerleon                                                                             | Nijinsky II          | Nijinsky II      |
| 父 *タイキシャトル 1994 栗毛                                                         | 父の母*ウェルシュマフィン Welsh Muffin 1987 鹿毛                                     | Caerleon                                                                             | Foreseer             |                  |
| 父 *タイキシャトル 1994 栗毛                                                         | 父の母*ウェルシュマフィン Welsh Muffin 1987 鹿毛                                     | Muffitys                                                                             | Thatch               | Thatch           |
| 父 *タイキシャトル 1994 栗毛                                                         | 父の母*ウェルシュマフィン Welsh Muffin 1987 鹿毛                                     | Muffitys                                                                             | Contrail             |                  |
| 母 トウヨウロイヤル 1995 鹿毛                                                        | 母の父*ロイヤルアカデミー Royal Academy II 1987 鹿毛                                 | Nijinsky II                                                                          | Northern Dancer      | Northern Dancer  |
| 母 トウヨウロイヤル 1995 鹿毛                                                        | 母の父*ロイヤルアカデミー Royal Academy II 1987 鹿毛                                 | Nijinsky II                                                                          | Flaming Page         |                  |
| 母 トウヨウロイヤル 1995 鹿毛                                                        | 母の父*ロイヤルアカデミー Royal Academy II 1987 鹿毛                                 | Crimson Saint                                                                        | Crimson Satan        | Crimson Satan    |
| 母 トウヨウロイヤル 1995 鹿毛                                                        | 母の父*ロイヤルアカデミー Royal Academy II 1987 鹿毛                                 | Crimson Saint                                                                        | Bolero Rose          |                  |
| 母 トウヨウロイヤル 1995 鹿毛                                                        | 母の母*オーミディア Omedia 1990 黒鹿毛                                               | Riverman                                                                             | Never Bend           | Never Bend       |
| 母 トウヨウロイヤル 1995 鹿毛                                                        | 母の母*オーミディア Omedia 1990 黒鹿毛                                               | Riverman                                                                             | River Lady           |                  |
| 母 トウヨウロイヤル 1995 鹿毛                                                        | 母の母*オーミディア Omedia 1990 黒鹿毛                                               | Tie a Bow                                                                            | Dance Spell          | Dance Spell      |
| 母 トウヨウロイヤル 1995 鹿毛                                                        | 母の母*オーミディア Omedia 1990 黒鹿毛                                               | Tie a Bow                                                                            | Bold Bikini F-No.5-e |                  |